# Наташа Бедінгфілд
Наташа Анна Бедінгфілд (англ. Natasha Anne Bedingfield; 26 листопада  1981, Англія) — англійська співачка, композиторка й авторка пісень.  
ЇЇ дебютний альбом Unwritten був представлений у 2004 році. В альбом увійшли пісні у стилі попмузики, зі значним впливом R&B. Платівка була комерційно успішною, її загальні продажі у світі склали 2.3 мільйони примірників. За трек Unwritten з цього альбому Наташа Бедінгфілд отримала нагороду Греммі за Найкраще жіноче вокальне виконання у стилі поп. У 2007 році був виданий другий студійний альбом N.B. Два сингла с його «I Wanna Have Your Babies» та «Soulmate» досягли Топ 10 найкращих синглів у Великій Британії. Альбом не видавався у США, проте 6 пісень (поряд із 7 новими треками) з нього увійшли до перевиданого альбому N.B. під назвою Pocketful of Sunshine, який вийшов в 2008 році. До нього увійшли сингли «Love Like This» та «Pocketful of Sunshine», які мали комерційний успіх. У грудні 2010 відбувся реліз третього і поки що останнього альбому співачки під назвою Strip Me. 
Станом на 2017 рік загальні продажі альбомів Бедінгфілд склали орієнтовно 50 мільйонів примірників. У 2012 році канал VH1 помістив співачку на 66 місце зі 100 Найвеличніший жінок у музиці.

## Дискографія
- Unwritten (2004)
- N.B. / Pocketful of Sunshine (2007)
- Strip Me / Strip Me Away (2010)

1. ↑  Deutsche Nationalbibliothek Record #13390766X // Gemeinsame Normdatei — 2012—2016.